# Augusto de Melo Pinto Cardoso

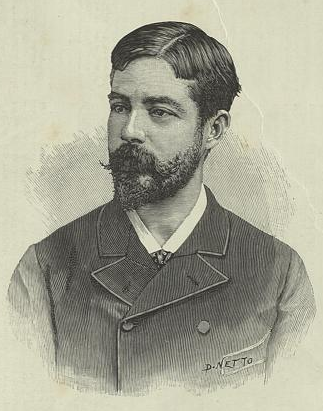
Augusto Cardoso, in O Occidente (21 de Janeiro de 1887)

O Comandante Augusto de Melo Pinto Cardoso (1859–1930) foi capitão de fragata da Marinha Portuguesa, explorador e administrador colonial.
Foi um dos vários exploradores portugueses que ao longo do século XIX viajaram por regiões africanas praticamente desconhecidas.
Frequentou o Colégio Militar.
Augusto Cardoso participou na chamada Expedição Científica Pinheiro Chagas, destacando-se na exploração geográfica do Niassa.
O seu nome perdura na toponímia portuguesa, em nomes de arruamentos.